# Frederikke Federspiel
Frederikke Jakobine Federspiel, född 
25 januari 1839 i Horsens, död 16 juni 1913 i Ålborg var en dansk fotograf.
Frederikke Federspiel växte upp i en stor familj i Horsens där modern efter faderns död försörjde sig med hjälp av dottern som modehandlerska. År 1874 reste hon till Hamburg för att utbilda sig till fotograf hos sin kusin Alfred Lewitz. Två år senare flyttade hon till Ålborg tillsammans med sin syster Sophie Federspiel. Hon lät inreda en fotoateljé på övervåningen och systern sålde broderier och lingerie i sin butik på bottenvåningen.

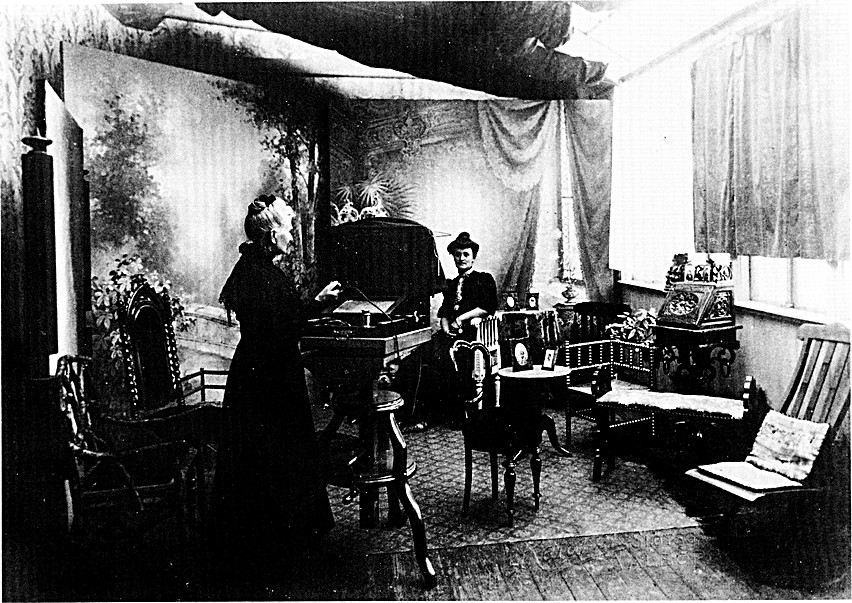
Frederikke Federspiel i sin ateljé.

År 1883 upptogs Federspiel, som en av de första kvinnorna, i Dansk Fotografisk Forening och 1899 anmälde hon sig till  världsutställningen i Paris.
Hon var intresserad av teknik och bytte tidligt från våta till torra plåtar och experimenterade med pulverblixtar. År 1901 lät hon installera elektrisk belysning i ateljén. Hon sålde också kameror.